# Ljubiša Spajić
Ljubomir « Ljubiša » Spajić (né le 7 mars 1926 à Belgrade en Serbie) est un footballeur serbe, défenseur de l'Étoile rouge Belgrade et de l'équipe de Yougoslavie dans les années 1950.
Spajić n'a marqué aucun but lors de ses quinze sélections avec l'équipe de Yougoslavie entre 1950 et 1957. Il a participé avec la Yougoslavie à la coupe du monde 1954.

## Carrière
- 1946-1947 : FK Étoile rouge de Belgrade  Yougoslavie
- 1947-1949 : Budućnost Titograd  Yougoslavie
- 1950-1952 : BSK Belgrade  Yougoslavie
- 1952-1960 : FK Étoile rouge de Belgrade  Yougoslavie

## Palmarès

### En équipe nationale
- 15 sélections et aucun but avec l'équipe de Yougoslavie entre 1950 et 1957.

### Avec l'Étoile rouge de Belgrade
- Vainqueur du Championnat de Yougoslavie de football en 1953, 1956, 1957, 1959 et 1960.
- Vainqueur de la Coupe de Yougoslavie de football en 1958 et 1959.